# Friederike Mayröcker

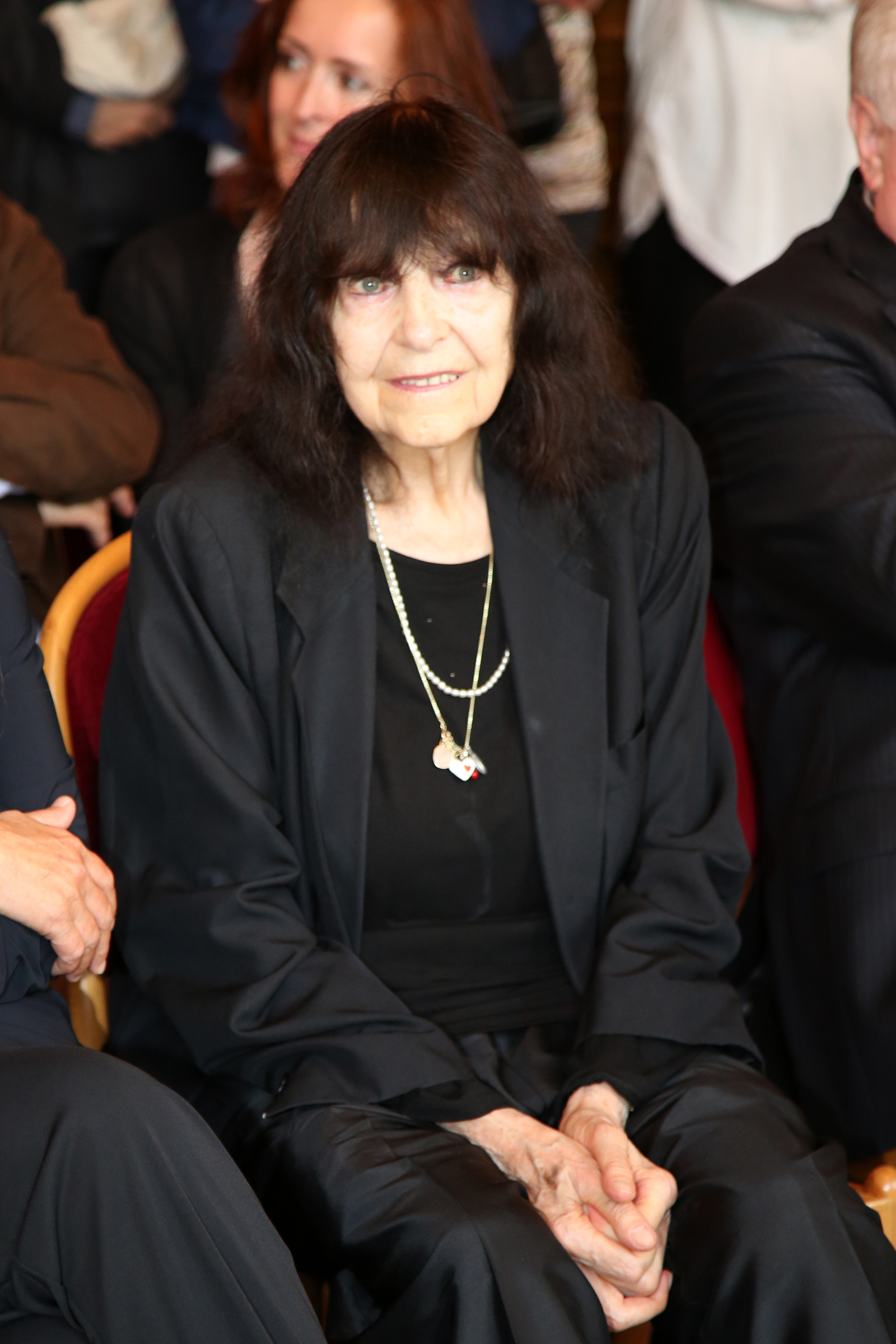
Friederike Mayröcker (2015)

Friederike Mayröcker (* 20. Dezember 1924 in Wien; † 4. Juni 2021 ebenda) war eine österreichische Schriftstellerin. Sie veröffentlichte ab den 1950er Jahren bis zu ihrem Tod über 80 Bücher, Lyrik, Prosa, Kinderbücher, Bühnentexte und Hörspiele und zählt zu den wichtigsten Autorinnen ihrer Generation im deutschsprachigen Raum.

## Leben und Werk
Friederike Mayröcker erhielt als Kind während ihrer Sommeraufenthalte in Deinzendorf (bei Retz) prägende Eindrücke für die lebenslange schriftstellerische Arbeit. 1939, als sie fünfzehn Jahre alt war, schrieb sie erste literarische Texte. Von 1946 an war sie als Englischlehrerin an verschiedenen Wiener Hauptschulen tätig; zwischenzeitlich holte sie 1950 die Matura nach.
Mayröcker lernte 1946 Otto Basil kennen, den Herausgeber der avantgardistischen Nachkriegszeitschrift Plan, in der auch Paul Celan und Erich Fried veröffentlichten. Einige Jahre später veröffentlichte der einflussreiche Kritiker Hans Weigel ihre Gedichte. Andreas Okopenko entdeckte sie für die Zeitschrift Neue Wege und brachte sie in Kontakt mit der Wiener Gruppe um H. C. Artmann und Gerhard Rühm.

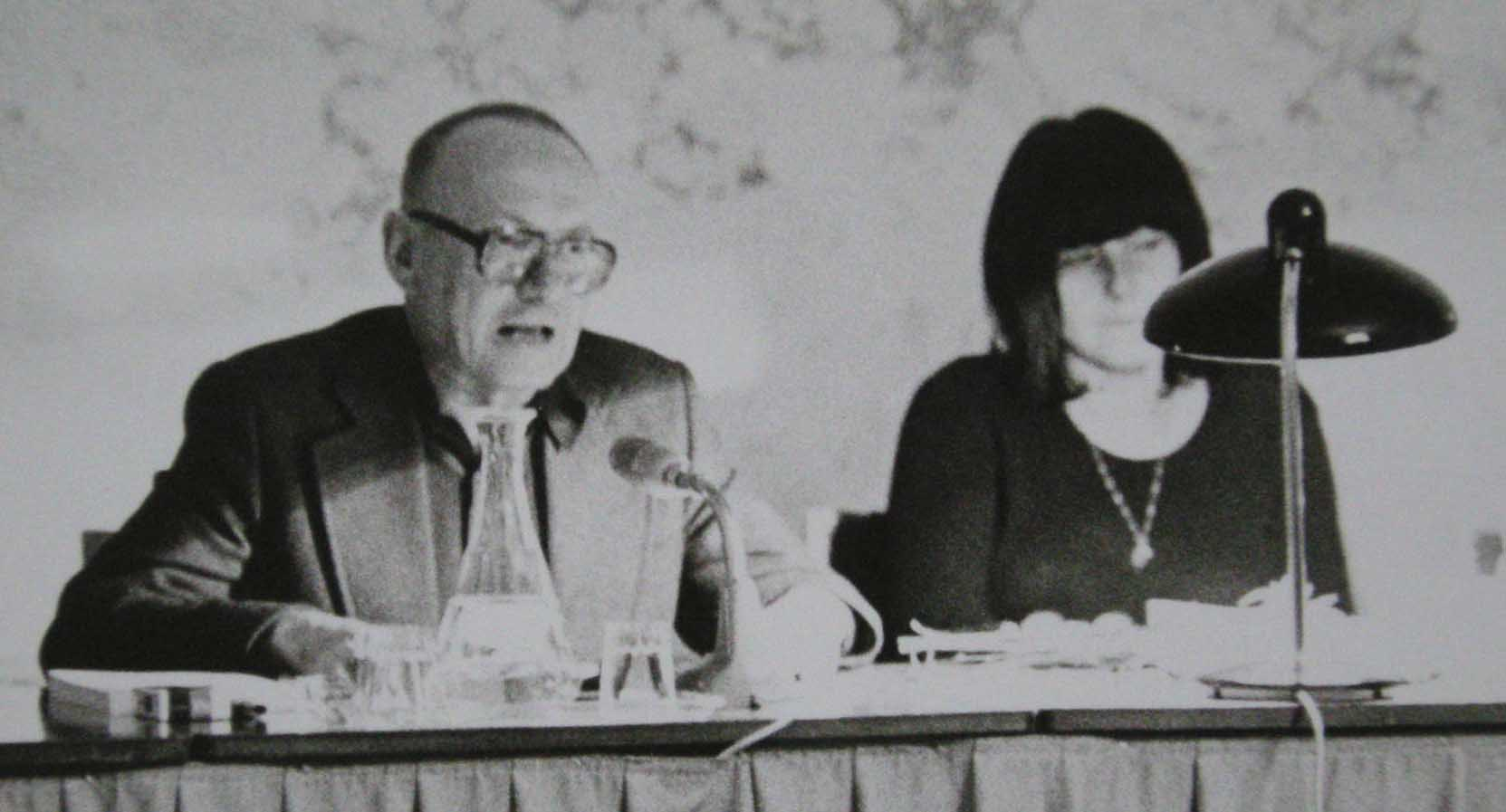
Ernst Jandl und Friederike Mayröcker, anlässlich einer Lesung, Wien 1974

1954 lernte sie Ernst Jandl kennen. Beide waren von Wort und Sprache besessen, blieben aber noch auf den Brotberuf des Lehrers angewiesen, den sie beide weiterhin ausübten. Die ersten Publikationen wurden von der Öffentlichkeit wenig beachtet; man ordnete sie der experimentellen Wiener Gruppe zu, die nach Dada-Art die Bürger verschreckte und Verlage scheu machte. Jandl ging daher 1963 in die Bundesrepublik und nahm auch Mayröckers Arbeiten mit. In Stuttgart gewann er Max Bense für ihre Texte, in Berlin Walter Höllerer mit dem Literarischen Colloquium Berlin. 1965 erschien ihr Gedichtband metaphorisch. Gerald Bisinger vermittelte sie an den Rowohlt Verlag, wo 1966 Tod durch Musen mit einem Nachwort Eugen Gomringers erschien, der das Neuartige der Montagetechnik Mayröckers hervorhob. Einer größeren Öffentlichkeit wurden Mayröcker und Jandl durch das gemeinsam verfasste Hörspiel Fünf Mann Menschen bekannt, für das sie den Hörspielpreis der Kriegsblinden erhielten. Arbeiten für den Rundfunk machten ein bescheidenes Leben ohne den Beruf als Lehrer möglich. 1969 ließ sich Mayröcker als Lehrerin karenzieren und konnte sich nun ungeteilt größeren Prosawerken und weiteren Hörspielen widmen. 1977 ließ sie sich frühpensionieren.

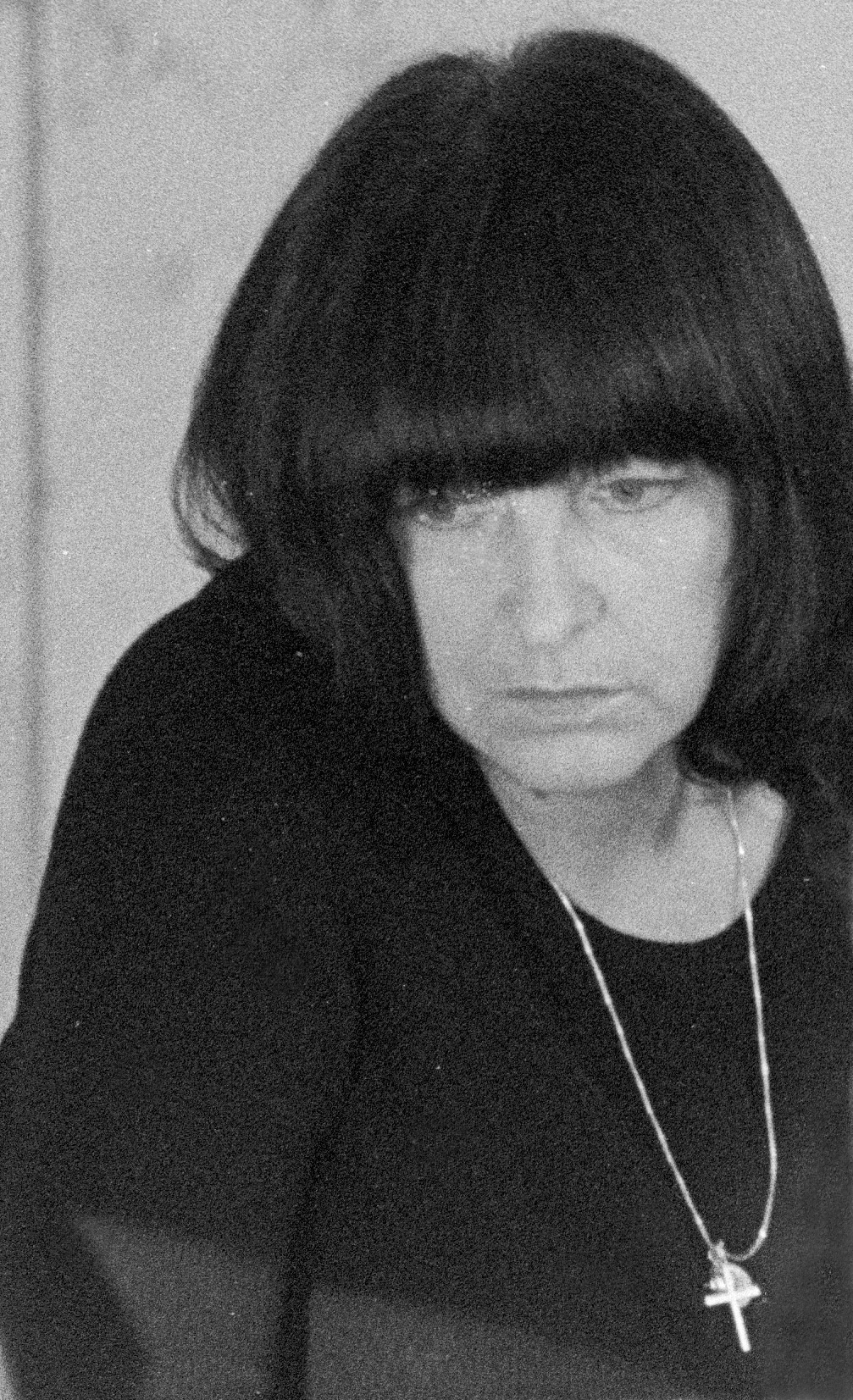
Friederike Mayröcker, Wien 1974

Friederike Mayröcker galt als eine der bedeutendsten zeitgenössischen Schriftstellerinnen im deutschen Sprachraum. Diese Stellung verdankte sie in erster Linie ihrer Lyrik, Erfolg hatte sie aber auch mit Prosa und Hörspielen. Vier davon verfasste sie gemeinsam mit Ernst Jandl, mit dem sie von 1954 bis zu dessen Tod im Jahr 2000 zusammenlebte.
Teile ihres Werks wurden in zahlreiche europäische und andere Sprachen übersetzt. Hierzu betonte die französische Übersetzerin Lucie Taieb in ihrem Artikel zur Rolle der Übersetzer bei der Rezeption von Mayröckers Werk in Frankreich die Vermittlung, die deren Vertraute Christel Fallenstein bei der Auswahl von Texten und Kommunikation mit zahlreichen Übersetzern über mehrere Jahrzehnte leistete. Fallenstein las oft als erste die Texte Mayröckers und war auch diejenige, welche Nachfragen verschiedener Übersetzer an Mayröcker und die Antworten der Autorin an die Übersetzer übermittelte.
Ihre Arbeitsweise beschrieb Mayröcker so: „Ich lebe in Bildern. Ich sehe alles in Bildern, meine ganze Vergangenheit, Erinnerungen sind Bilder. Ich mache die Bilder zu Sprache, indem ich ganz hineinsteige in das Bild. Ich steige solange hinein, bis es Sprache wird.“
Mayröckers Prosawerk wurde oft als autofiktional beschrieben. Die prominenten Ich-Erzählinstanzen berichten meist von lebensweltlichen und alltäglichen Begebenheiten, häufig werden klassisch autobiographische Elemente wie Zitationen privater Gespräche, Briefe und Tagebucheinträge in die Prosatexte eingearbeitet. Paradoxerweise bestand Mayröcker in Interviews immer wieder auf ihrer „Biographielosigkeit“. Weil die meisten Informationen über ihr Leben dem Werk der Autorin entstammen, folgert Inge Arteel über Mayröckers Schreiben: „Das Werk ist nicht autobiographisch, es gibt aber kein Leben außerhalb des Werks, das Leben ist somit das Werk.“ Dadurch reflektiere die autofiktionale Prosa Mayröckers die Möglichkeiten und Grenzen autobiographischer Referentialität stets mit.
Bei FemBio wurde sie folgendermaßen eingeschätzt: „Ihre Texte entziehen sich dem rationalen Zugriff, sind ein poetisches, oft melancholisches Gespinst, sind Träume, die uns bezaubern – und befreien.“
Zu ihrem Buch Paloma schreibt Jörg Drews in der Süddeutschen Zeitung: „… die Autorin sagt ganz unkokett, dass sie 84 Jahre alt ist. Aber Friederike Mayröcker schreibt in ihrer ‚pneumatischen Fetzensprache‘, haucht alles in einer melancholischen Hast hin, im Ton einer entzückenden Leier, klagend und zugleich glücklich im Schreiben und nur noch im Schreiben.“

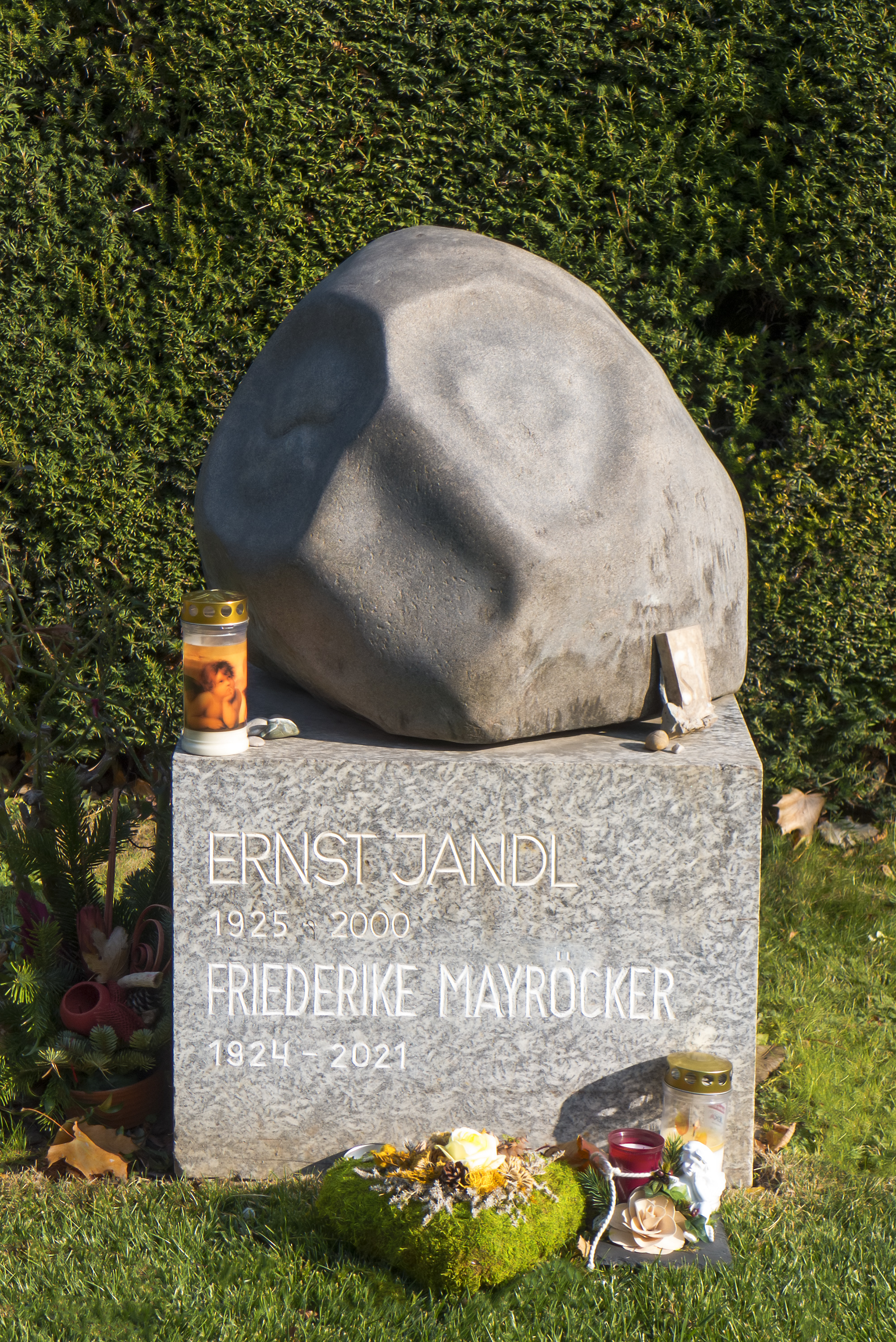
Grab von Friederike Mayröcker und Ernst Jandl am Wiener Zentralfriedhof

2008 wurde der Dokumentarfilm Das Schreiben und das Schweigen über die Schriftstellerin veröffentlicht. Für den 2016 veröffentlichten Gedichtband fleurs, der nach études (2013) und cahier (2014) das Ende einer Trilogie markiert, gewann Mayröcker im selben Jahr den erstmals vergebenen Österreichischen Buchpreis. 2019 erwarb das Literaturarchiv der Österreichischen Nationalbibliothek einen Teilvorlass. 2021 wurde sie für ihren Prosaband da ich morgens und moosgrün. Ans Fenster trete für den Preis der Leipziger Buchmesse in der Kategorie Belletristik nominiert.
Friederike Mayröcker war 1973 Gründungsmitglied der Grazer Autorinnen Autorenversammlung und nahm an deren Versammlungen und Veranstaltungen teil. Sie lebte in Wien, wo sie im Juni 2021 im Alter von 96 Jahren starb. Ihre Beisetzung erfolgte im Grab von Ernst Jandl, einem Ehrengrab auf dem Wiener Zentralfriedhof (Gruppe 33 G, Nummer 29).

## Nachleben und Erinnerung
Zu Ehren von Mayröcker richtete die Universität Innsbruck im Jahr 2022 eine „Friederike-Mayröcker-Professur für österreichische Literatur- und Kulturgeschichte“ als Brückenprofessur zwischen dem Forschungsinstitut Brenner-Archiv und dem Institut für Geschichtswissenschaften und Europäische Ethnologie ein. Diese hat seit Oktober 2024 die Germanistin Uta Degner inne.
Der Nachlass von Friederike Mayröcker befindet sich im Literaturarchiv der Österreichischen Nationalbibliothek.
Anlässlich ihres 100. Geburtstages zeigte das Literaturmuseum der Österreichischen Nationalbibliothek vom 18. April 2024 bis zum 16. Februar 2025 die Ausstellung „ich denke in langsamen Blitzen“. Friederike Mayröcker. Jahrhundertdichterin. Gezeigt wurde ein „facettenreiche[r] Einblick in den alle Dimensionen sprengenden Nachlass“ Mayröckers. Ein Begleitbuch zur Ausstellung erschien im Zsolnay Verlag.
Seit Mitte 2024 existiert zu Ehren Mayröckers die Friederike-Mayröcker-Residency, ein Poets-in-Residence-Programm, das vom Literaturhaus Wien in Abstimmung mit dem österreichischen Bundesministerium für Kunst, Kultur, öffentlichen Dienst und Sport (BMKÖS) initiiert wurde. Das Programm ermöglicht es jährlich fünf Gästen, für jeweils zwei Monate in der früheren Wohnung von Friederike Mayröcker im 5. Wiener Gemeindebezirk mit einem Stipendium von monatlich 2.000 Euro schriftstellerisch tätig zu sein.
Zum 100. Geburtstag erschien im November 2024 das Mayröcker-Handbuch im Metzler Verlag. Es stellt das erste Nachschlagewerk zu Leben, Werk und Wirkung der Autorin dar.

## Einzeltitel (Auswahl)

### Lyrik und Prosa
- Larifari: Ein konfuses Buch. Bergland, Wien 1956 (= Neue Dichtung aus Österreich, Band 18); 2024: Insel-Bücherei 1543 mit Illustrationen von Nicolas Mahler.
- Tod durch Musen. Poetische Texte. Mit einem Nachwort von Eugen Gomringer, Rowohlt, Reinbek bei Hamburg 1966, TB Luchterhand 1973, ISBN 3-472-61126-X.
- Minimonsters Traumlexikon. Texte in Prosa. Mit einem Nachwort von Max Bense, Rowohlt, Reinbek bei Hamburg 1968.
- Fantom Fan. Rowohlt, Reinbek bei Hamburg 1971, ISBN 3-498-04231-9.
- Fünf Mann Menschen. Hörspiele. Mit Ernst Jandl, Luchterhand, Typoskript, Neuwied/Berlin 1971.
- Sinclair Sofokles der Baby-Saurier. Mit Illustrationen von Angelika Kaufmann, Jugend-und-Volk-Verlagsgesellschaft, Wien/München 1971, ISBN 3-8113-1240-5, NA Residenz 2004, ISBN 3-85326-287-2.
- Arie auf tönernen Füszen. Metaphysisches Theater. Luchterhand, Neuwied/Darmstadt 1972 (= Sammlung Luchterhand 82).
- Blaue Erleuchtungen. Erste Gedichte. Eremiten-Presse, Düsseldorf 1973, ISBN 3-87365-041-X, NA Eremiten 1995, ISBN 3-87365-296-X.
- je ein umwölkter gipfel. Erzählung. Luchterhand, Neuwied/Darmstadt 1973, ISBN 3-472-86327-7.
- meine träume, ein flügelkleid. Eremiten-Presse, Düsseldorf 1974, ISBN 3-87365-077-0.
- In langsamen Blitzen. Literarisches Colloquium, Berlin 1974, ISBN 3-920392-43-4 (= LCB-Edition 36).
- Augen wie Schaljapin bevor er starb. Mit Illustrationen von Peter Pongratz, Vorarlberger Verlagsanstalt, Dornbirn 1974.
- Das Licht in der Landschaft. Suhrkamp, Frankfurt am Main 1975, ISBN 3-518-03626-2.
- schriftungen oder gerüchte aus dem jenseits. Texte und Zeichnungen, Pfaffenweiler Presse, Pfaffenweiler 1975, ISBN 3-921365-01-5.
- Fast ein Frühling des Markus M. Suhrkamp, Frankfurt am Main 1976, ISBN 3-518-03629-7.
- Heiße Hunde. Mit Graphiken von Ernst Jandl, Pfaffenweiler Presse, Pfaffenweiler 1977, ISBN 3-921365-10-4.
- rot ist unten. Jugend und Volk, Wien/München 1977, ISBN 3-8113-6600-9.
- Heiligenanstalt. Suhrkamp, Frankfurt am Main 1978, ISBN 3-518-03619-X.
- Schwarmgesang: Szenen für die poetische Bühne. Rainer, Berlin 1978, ISBN 3-88114-022-0.
- jardin pour friederike mayröcker. Neue Texte 20/21, Linz 1978.
- Ausgewählte Gedichte: 1944–1978. Suhrkamp, Frankfurt am Main 1979, ISBN 3-518-03618-1.
- Ein Lesebuch. Mit einem Nachwort von Gisela Lindemann (Hrsg.), Suhrkamp, Frankfurt am Main 1979, ISBN 3-518-37048-0 (= Suhrkamp Taschenbuch 548).
- Tochter der Bahn. Eremiten-Presse, Düsseldorf 1979, ISBN 3-87365-123-8.
- Pegas, das Pferd. Schroedel, Basel 1980, ISBN 3-507-95109-6.
- Die Abschiede. Suhrkamp, Frankfurt am Main 1980, ISBN 3-518-03617-3.
- Schwarze Romanzen. Gedichtzyklus mit Offsetlithographien von Max Weiler, Pfaffenweiler Presse, Pfaffenweiler 1981, ISBN 3-921365-48-1.
- Gute Nacht, guten Morgen. Gedichte 1978–1981. Suhrkamp, Frankfurt am Main 1982, ISBN 3-518-03521-5.
- Ich, der Rabe und der Mond. Droschl, Graz 1982, ISBN 3-85420-020-X.
- Das Anheben der Arme bei Feuersglut. Gedichte und Prosa, Auswahl und Nachwort von Heinz F. Schafroth, Reclam, Stuttgart 1984, ISBN 3-15-008236-6.
- Magische Blätter I. Suhrkamp, Frankfurt am Main 1983, ISBN 3-518-11202-3 (= Edition Suhrkamp 1202).
- Reise durch die Nacht. Suhrkamp, Frankfurt am Main 1984, ISBN 3-518-04700-0.
- Rosengarten. Mit einer Radierung von Maria Lassnig, Pfaffenweiler Presse, Pfaffenweiler 1984, ISBN 3-921365-71-6.
- Das Herzzerreißende der Dinge. Suhrkamp, Frankfurt am Main 1985, ISBN 3-518-03568-1.
- Configurationen. Mit Hubert Aratym, Sonderzahl, Wien 1985, ISBN 3-85449-008-9.
- Winterglück: Gedichte 1981–1985. Suhrkamp, Frankfurt am Main 1986, ISBN 3-518-02574-0.
- der Donner des Stillhaltens. Mit Bodo Hell, Droschl, Wien/Graz 1986, ISBN 3-85420-089-7.
- Blauer Streusand. Mit einem Nachwort von Barbara Alms (Hrsg.), Suhrkamp, Frankfurt am Main 1987, ISBN 3-518-37932-1 (= Suhrkamp Taschenbuch 1432).
- Magische Blätter II. Suhrkamp, Frankfurt am Main 1987, ISBN 3-518-11421-2 (= Edition Suhrkamp 1421).
- Mein Herz, mein Zimmer, mein Name. Suhrkamp, Frankfurt am Main 1988, ISBN 3-518-40127-0.
- Gesammelte Prosa 1949–1975. Suhrkamp, Frankfurt am Main 1989, ISBN 3-518-40189-0.
- Zittergaul. Gedichte und 12 Zeichnungen, Maier, Ravensburg 1989, ISBN 3-473-51723-2.
- Umbra. Der Schatten. Zu Arbeiten von Linde Waber. Hora, Wien 1989, ISBN 3-213-00028-0.
- Stilleben. Suhrkamp, Frankfurt am Main 1991, ISBN 3-518-40327-3.
- Magische Blätter III. Suhrkamp, Frankfurt am Main 1987, ISBN 3-518-11646-0 (= Edition Suhrkamp 1646).
- Das besessene Alter: Gedichte 1986–1991. Suhrkamp, Frankfurt am Main 1992, ISBN 3-518-40473-3.
- Blumenwerk. ländliches Journal / Deinzendorf. Bibliothek der Provinz, Weitra 1992, ISBN 3-900878-72-2.
- Veritas. Lyrik und Prosa 1950–1992. Herausgegeben von Elke Erb, Reclam, Leipzig 1993, ISBN 3-379-01474-5.
- Nimbus der Kappe. Mit Olaf Nicolai, Burgart-Presse, Rudolstadt 1993, ISBN 3-910206-09-3.
- Betblumen. (ein) mein Lieblingstod. Mit Tobias Raphael Pils, Bibliothek der Provinz, Weitra 1993, ISBN 3-85252-016-9.
- Lection. Suhrkamp, Frankfurt am Main 1994, ISBN 3-518-40638-8.
- Das Licht in der Landschaft. Suhrkamp, Frankfurt am Main 1994, ISBN 3-518-22164-7.
- Magische Blätter IV. Suhrkamp, Frankfurt am Main 1995, ISBN 3-518-11954-0 (= Edition Suhrkamp 1954).
- Kabinett-Notizen nach James Joyce. Mit Zeichnungen und einer Collage, Edition Thurnhof, Horn 1995, ISBN 3-900678-22-7.
- Notizen auf einem Kamel. Gedichte 1991–1996. Suhrkamp, Frankfurt am Main 1996, ISBN 3-518-40799-6.
- Das zu Sehende, das zu Hörende. Suhrkamp, Frankfurt am Main 1997, ISBN 3-518-40907-7.
- brütt oder Die seufzenden Gärten. Suhrkamp, Frankfurt am Main 1998, ISBN 3-518-40994-8, Taschenbuch 2014.
- Benachbarte Metalle. Mit einem Nachwort von Thomas Kling (Hrsg.), Suhrkamp, Frankfurt am Main 1998, ISBN 3-518-22304-6 (= Bibliothek Suhrkamp 1304).
- Magische Blätter V. Suhrkamp, Frankfurt am Main 1999, ISBN 3-518-12138-3 (= Edition Suhrkamp 2138).
- Gesammelte Prosa 1949–2001. Hrsg. von Marcel Beyer, Klaus Kastberger und Klaus Reichert, fünf Bände im Schuber, Suhrkamp, Frankfurt am Main 2001, ISBN 3-518-41299-X.
- Magische Blätter I-V. Suhrkamp, Frankfurt am Main 2001, ISBN 3-518-41301-5.
- Requiem für Ernst Jandl. Suhrkamp, Frankfurt am Main 2001, ISBN 3-518-41216-7.
- Mein Arbeitstirol. Gedichte 1996–2001. Suhrkamp, Frankfurt am Main 2003, ISBN 3-518-41393-7.
- Die kommunizierenden Gefäße. Suhrkamp, Frankfurt am Main 2003, ISBN 3-518-12444-7 (= Edition Suhrkamp 2444).
- Gesammelte Gedichte 1939–2003. Herausgegeben von Marcel Beyer, Suhrkamp, Frankfurt am Main 2005, ISBN 3-518-41631-6.
- Und ich schüttelte einen Liebling. Suhrkamp, Frankfurt am Main 2005, ISBN 3-518-41709-6.
- Liebesgedichte. Mit einem Nachwort von Ulla Berkéwicz (Hrsg.), Insel, Frankfurt am Main 2006, ISBN 3-458-34914-6 (= Insel Taschenbuch 3214).
- Magische Blätter VI. Suhrkamp, Frankfurt am Main 2007, ISBN 978-3-518-12488-8 (= Edition Suhrkamp 2488).
- Paloma. Suhrkamp, Frankfurt am Main 2008, ISBN 978-3-518-41956-4.
- Flieder. Mit Illustrationen von Vroni Schwegler. Herausgegeben von Kevin Perryman, Babel, Denklingen 2008, ISBN 978-3-931798-34-5.
- Kassandra im Fenster. Mit Bettina Galvagni und Mikael Vogel, bibliophile Ausgabe, Offizin S., Meran 2008.
- Scardanelli. Suhrkamp, Frankfurt am Main 2009, ISBN 978-3-518-42068-3.
- dieses Jäckchen (nämlich) des Vogel Greif. Gedichte 2004–2009, Suhrkamp, Frankfurt am Main 2009, ISBN 978-3-518-42106-2.
- Jimi. Mit Illustrationen von Angelika Kaufmann, Insel, Frankfurt/M. und Leipzig 2009, ISBN 978-3-458-17448-6 (2020: Insel-Bücherei 2040).
- ich bin in der Anstalt. Fusznoten zu einem nichtgeschriebenen Werk. Suhrkamp, Berlin 2010, ISBN 978-3-518-42166-6.[18]
- vom Umhalsen der Sperlingswand, oder 1 Schumannwahnsinn. Suhrkamp, Berlin 2011, ISBN 978-3-518-42198-7.[19]
- Sneke. Mit Illustrationen von Angelika Kaufmann, Bibliothek der Provinz, Weitra 2011, ISBN 978-3-902416-36-0.
- ich sitze nur GRAUSAM da. Suhrkamp, Berlin 2012, ISBN 978-3-518-42283-0.
- Von den Umarmungen. Insel, Berlin 2012, ISBN 978-3-458-19352-4, Insel-Bücherei 1352.[20]
- études. Suhrkamp Verlag, Berlin 2013, ISBN 978-3-518-42399-8.[21]
- Poesiealbum 310: Friederike Mayröcker. Lyrikauswahl von Sonja Harter, Grafik Max Ernst. Märkischer Verlag, Wilhelmshorst 2014, ISBN 978-3-943708-10-3.
- cahier. Suhrkamp, Berlin 2014, ISBN 978-3-518-42446-9.[22]
- fleurs. Suhrkamp, Berlin 2016, ISBN 978-3-518-42520-6.
- Pathos und Schwalbe. Suhrkamp, Berlin 2018, ISBN 978-3-518-22504-2.
- da ich morgens und moosgrün. Ans Fenster trete. Suhrkamp, Berlin 2020, ISBN 978-3-518-22515-8.
- Gesammelte Gedichte 2004–2021. Herausgegeben von Marcel Beyer, Suhrkamp, Frankfurt am Main 2024, ISBN 978-3-518-43207-5.

### Hörspiele
- Five Man Humanity / Fünf Mann Menschen. Mit Ernst Jandl, SWF, 1968.
- Der Gigant. Mit Ernst Jandl, WDR, 1969.
- Arie auf tönernen Füßen. WDR, 1969.
- Mövenpink oder 12 Häuser. RIAS, 1969.
- Spaltungen. Mit Ernst Jandl, WDR/SWF, 1970.
- Anamnese oder Erinnerung an eine Vorgeschichte. SDR, 1970.
- Botschaften von Pitt. SDR, 1970.
- Gemeinsame Kindheit. Mit Ernst Jandl, WDR, 1971 (1970).
- für vier. SDR, 1970.
- Tischordnung. WDR, 1971.
- message comes. RB, 1971.
- Schwarmgesang. SDR, 1972.
- Gefälle. RIAS, 1972.
- Bocca della Verità. ORF, 1977 und Christoph Merian Verlag, Basel 2009, ISBN 978-3-85616-422-5.
- Landarzt, Regie: Ferry Bauer, ORF Oberösterreich, 1977.
- Der Tod und das Mädchen. WDR, 1977.
- Arie auf tönernen Füßen. – Regie: Ferry Bauer, ORF Oberösterreich, 1982.
- So ein Schatten ist der Mensch. RIAS/ORF/NDR/WDR, 1982 (1983), Regie: Ellen Hammer, mit Peter Fitz, Libgart Schwarz, Sabine Steiner und Sonja Földers.
- Der Tod und das Mädchen. ORF, 1985.
- Die Umarmung, nach Picasso. WDR, 1986.
- Variantenverzeichnis oder Abendempfindung an Laura. ORF-HI Kunstradio, 1988.
- Repetitionen, nach Max Ernst. WDR/NDR, 1989.
- Nada. Nichts. SDR, 1991. Text in Spectaculum 53. Suhrkamp, Frankfurt am Main 1992, ISBN 3-518-09838-1.
- Obsession. BR, 1993.
- mein Herz mein Zimmer mein Name. BR, 1993.
- Schubertnotizen oder Das unbestechliche Muster der Ekstase. WDR, 1994.
- Die Hochzeit der Hüte. BR, 1995.
- Das zu Sehende, das zu Hörende. ORF/BR Hörspiel und Medienkunst / WDR / DLR, 1997 (mit dem ORF-Hörspielpreis ausgezeichnet).
- Dein Wort ist meines Fußes Leuchte oder Lied der Trennung. ORF-HI/WDR/BR Hörspiel und Medienkunst, 1999.
- Will nicht mehr weiden. Requiem für Ernst Jandl. BR Hörspiel und Medienkunst / ORF-HI, 2001.
- Das Couvert der Vögel. Mit Gerhard Rühm, WDR, 2002.
- Die Kantate oder, Gottes Augenstern bist Du. BR Hörspiel und Medienkunst / MaerzMusik / Berliner Festspiele, 2003 (Regie und Musik: Wolfgang von Schweinitz). Als Podcast/Download im BR-Hörspiel-Pool.[23]
- Gertrude Stein hat die Luft gemalt. DLF/ORF 2005.
- Kabinett-Notizen, nach James Joyce. HR, 2008.
- Gärten, Schnäbel, ein Mirakel, ein Monolog, ein Hörspiel. ORF/SWR, 2008 (mit dem ORF-Kritikerpreis ausgezeichnet).
- Landschaft mit Verstoßung. Ein dreifaltiges Hörstück. Mit Bodo Hell, ORF, 2013, als Klangbuch mit CD, Mandelbaum, 2014, ISBN 978-3-85476-453-3.
- Oper! Regie: Otto Brusatti, Musik: Helmut Stippich, ORF, 2017 (Hörspiel des Jahres 2017).[24]
- Das unbestechliche Muster der Ekstase. Regie: Otto Brusatti, ORF, 2018.

### Tonträger
- brütt oder Die seufzenden Gärten. Live-Mitschnitt einer Lesung mit Edith Clever. 2CD, HörVerlag, München 1999, ISBN 3-89584-743-7.
- Nervenwelt. CD, waku word, 2000, ISBN 3-85004-021-6.

### Libretto
- Stretta. (PDF; 63,3 kB). Musik: Wolfram Wagner. Uraufführung: sirene Operntheater, 2004.

### Vertonungen
- Gloria Coates: Komplementär für Sopran (oder Mezzosopran) und Klavier, 1999.
- Gottfried von Einem: Carmina Gerusena. 1982. 
 4. Dreizeiler am 21.2.1978 – 6. Ostia wird dich empfangen – 7. Mein federäugiger Liebling! – 8. Erträumter einsamer blauer Engel.
- Beat Furrer: auf tönernen füßen für Stimme und Flöte (jeweils möglichst elektrisch verstärkt), 2000.[25]
- Eva-Maria Houben: was brauchst du? für Sopran und Orchester. 2007, UA: Juli 2008, Düsseldorf (Kunstraum; Irene Kurka (Sopran), Akademieorchester, Dirigent: Antoine Beuger).

## Auszeichnungen
- 1963: Theodor-Körner-Preis

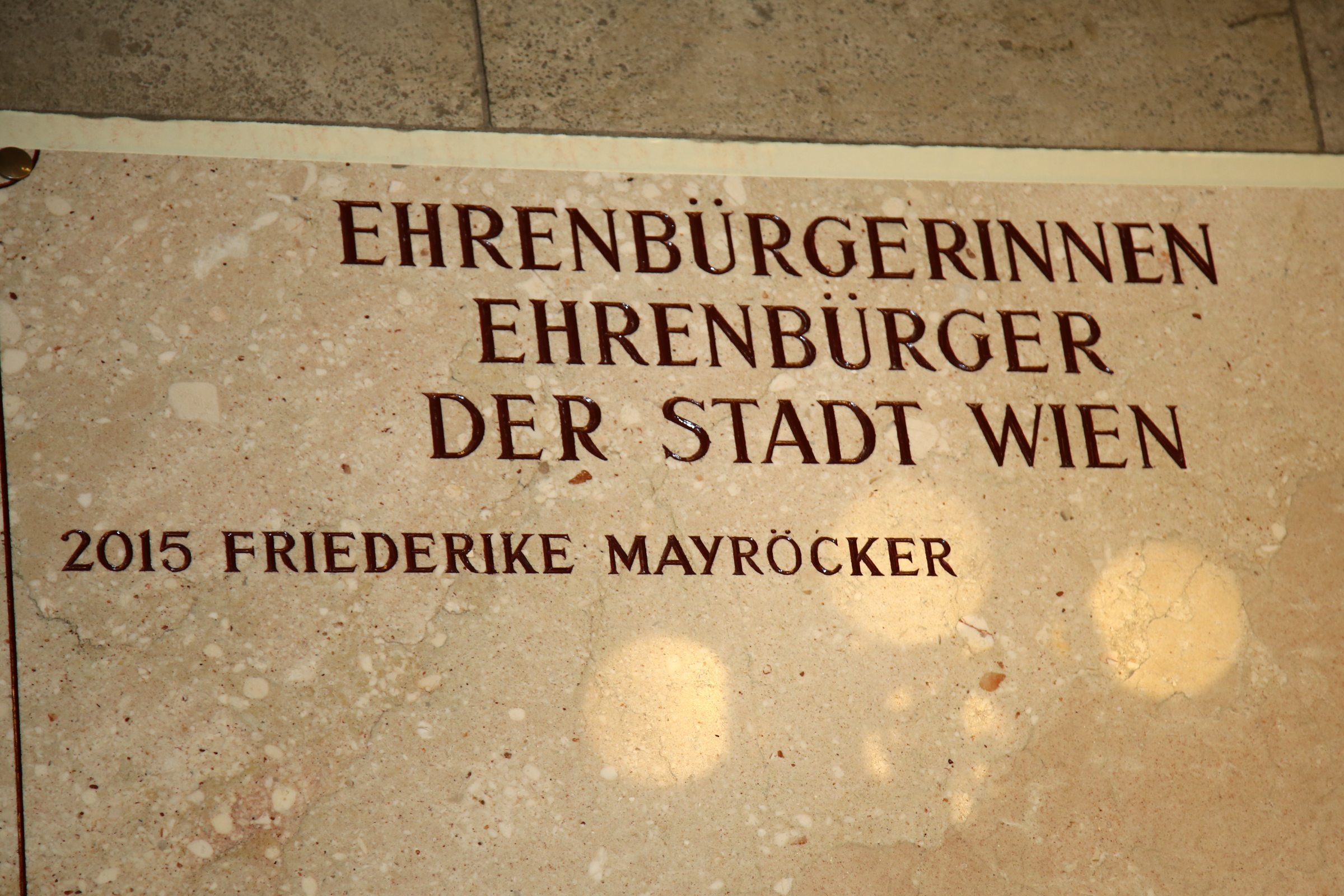
Ehrenbürgerschaft der Stadt Wien (2015), Tafel im Wiener Rathaus

- 1969: Hörspielpreis der Kriegsblinden für Fünf Mann Menschen (mit Ernst Jandl)
- 1973: Österreichischer Würdigungspreis für Literatur
- 1976: Preis der Stadt Wien für Literatur
- 1977: Georg-Trakl-Preis für Lyrik
- 1981: Anton-Wildgans-Preis
- 1982: Großer Österreichischer Staatspreis für Literatur
- 1982: Roswitha-Preis
- 1985: Literaturpreis des Südwestfunks Baden-Baden
- 1985: Ehrenmedaille der Bundeshauptstadt Wien in Gold
- 1987: Österreichisches Ehrenzeichen für Wissenschaft und Kunst
- 1989: Hans-Erich-Nossack-Preis
- 1993: Friedrich-Hölderlin-Preis der Stadt Bad Homburg
- 1994: manuskripte-Preis
- 1995: Jurorin bei der Verleihung des Erich-Fried-Preises an Elke Erb
- 1996: Else-Lasker-Schüler-Lyrikpreis
- 1996: Großer Literaturpreis der Bayerischen Akademie der Schönen Künste
- 1997: America Award in Literature
- 1997: Meersburger Droste-Preis
- 1997: ORF-Hörspielpreis
- 2000: Christian-Wagner-Preis
- 2001: Karl-Sczuka-Preis für das Hörspiel Das Couvert der Vögel
- 2001: Georg-Büchner-Preis
- 2001: Ehrenpromotion der Universität Bielefeld
- 2004: Ehrenring der Stadt Wien
- 2006: Ján-Smrek-Preis, Bratislava, Slowakei
- 2008: Hörspiel-Kritikerpreis des ORF für Gärten, Schnäbel, ein Mirakel, ein Monolog, ein Hörspiel
- 2009: Hermann-Lenz-Preis für den Gedichtband Scardanelli[26]
- 2010: Peter-Huchel-Preis für dieses Jäckchen (nämlich) des Vogel Greif
- 2010: Horst-Bienek-Preis für Lyrik der Bayerischen Akademie der Schönen Künste
- 2010: Ehrenmitglied der Akademie der bildenden Künste Wien[27]
- 2011: Literaturpreis der Stadt Bremen für ich bin in der anstalt. Fusznoten zu einem nichtgeschriebenen Werk
- 2013: Niederösterreichischer Kulturpreis
- 2014: Buchpreis der Wiener Wirtschaft[28]
- 2014: Preis der Stiftung Bibel und Kultur für ihr Lebenswerk[29]
- 2014: Johann-Beer-Literaturpreis
- 2015: Ehrenbürgerschaft der Stadt Wien[30]
- 2015: Ehrendoktorat der Universität Innsbruck[31]
- 2016: Österreichischer Buchpreis für fleurs
- 2017: Günter-Eich-Preis
- 2018: Hörspiel des Jahres 2017 bei den ORF Hörspielpreisen für Oper![24]

## Zeitschriften als Mayröcker-Themenhefte (alphabetisch geordnet)
- du. Die Zeitschrift der Kultur. Herausgegeben von Dieter Bachmann. 649. Ausgabe. Friederike Mayröcker, Ernst Jandl – An den Rändern der Sprache. Tagesanzeiger, Zürich 1995.
- Freibord. Zeitschrift für Literatur und Kunst. Herausgegeben von Gerhard Jaschke. 90. Ausgabe. Friederike Mayröcker zu Ehren. Edition Freibord, Wien 1994.
- Freibord. Zeitschrift für Literatur und Kunst. Herausgegeben von Gerhard Jaschke. 91. Ausgabe. Friederike Mayröcker zu Ehren. Edition Freibord, Wien 1995.
- Matrix. Zeitschrift für Literatur und Kunst. 28. Ausgabe. Atmendes Alphabet für Friederike Mayröcker. Herausgegeben von Theo Breuer. Heft 2. Pop Verlag, Ludwigsburg 2012. ISSN 1861-8006.
- manuskripte. Hrsg. v. Alfred Kolleritsch und Günter Waldorf. Heft 206. Zum 90. Geburtstag von Friederike Mayröcker. Graz Dezember 2014.
- neue texte. Herausgegeben von Heimrad Bäcker. jardin pour friederike mayröcker. Heft 20/21. Verlag Neue Texte, Linz 1978.
- text + kritik. Zeitschrift für Literatur. 84. Ausgabe. Friederike Mayröcker. Herausgegeben von Heinz Ludwig Arnold. Edition text + kritik im Richard Boorberg Verlag, München 1994, ISBN 3-88377-179-1.
- wespennest. zeitschrift für brauchbare texte und bilder. Herausgegeben von Bernhard Kraller. Heft 125. Ernst Jandl. Wespennest, Wien 2002.
- wespennest. zeitschrift für brauchbare texte und bilder. Herausgegeben von Bernhard Kraller. Sonderheft. Friederike Mayröcker – die herrschenden Zustände. Wespennest, Wien 1999.
- Zirkular Sondernummer. Herausgegeben von der Dokumentationsstelle für neuere österreichische Literatur Wien. Sondernummer 43. Lebensveranstaltung: Erfindungen Findungen einer Sprache. Zirkular, Wien 1994, ISBN 3-900467-43-9.

## Dokumentarfilme
- 2009: Das Schreiben und das Schweigen. Dokumentarfilm. Regie und Produktion: Carmen Tartarotti. Kinostart: Oktober 2010. Kinoverleih: RealFiction Köln, Stadtkino Wien.
- 1990: 1 Häufchen Blume – 1 Häufchen Schuh. TV-Feature über Friederike Mayröcker. Buch und Regie: Carmen Tartarotti, Bodo Hell. ORF/Kunststücke.
- 1975: Oh Scirocco nimm mich auf deine Zunge. Film über Friederike Mayröcker (Drehbuch, Regie: Gerhard Kleindl).[32]
- 1973: Friederike Mayröcker. Eine Produktion des Saarländischen Rundfunks/Fernsehen (15 Minuten). Buch und Regie: Klaus Peter Dencker.